# جون كرويل (سياسي)
جون كرويل هو محامي وسياسي أمريكي، ولد في 15 سبتمبر 1801 في إيست هادام في الولايات المتحدة، وتوفي في 8 مارس 1883 في كليفلاند في الولايات المتحدة. نشط حزبياً في حزب اليمين. وقد انتخب عضو مجلس النواب الأمريكي ‏.